# James M. Griggs
James Mathews Griggs, född 29 mars 1861 i LaGrange i Georgia, död 5 januari 1910 i Dawson i Georgia, var en amerikansk demokratisk politiker. Han var ledamot av USA:s representanthus från 1897 fram till sin död.
Griggs studerade juridik och inledde 1883 sin karriär som advokat i Berrien County. Han flyttade 1885 till Dawson i Terrell County och tjänstgjorde som domare 1893–1896. År 1897 efterträdde han Benjamin E. Russell som kongressledamot.
Griggs avled 1910 i ämbetet och gravsattes på Cedar Hill Cemetery i Dawson i Georgia.